# Nzingha Prescod
Nzingha Prescod (n. 14 august 1992, New York City, New York, SUA) este o scrimeră americană specializată pe floretă, laureată cu bronz individual la Campionatul Mondial de Scrimă din 2015.

## Viață personală
S-a născut în Brooklyn, New York dintr-o mamă din Insulele Virgine Americane în Marea Caraibelor. A fost numită după Nzinga Mbande, o regină angoleză din secolul al XVII-lea. Când avea vârsta de nouă ani, mama ei a descoperit într-un magazin Fundația Peter Westbrook, care promovează scrima în cartierele urbane defavorizate. Impresionată de faptul ca niște studenți ale Fundației aveau să meargă la Jocurile Olimpice din 2000, și-a înscris pe ambele fiice.
Studiază științe politice la Universitatea Columbia. 

## Carieră sportivă
Nzingha Prescod a câștigat Campionatul Mondial pentru cadeți în anii 2008 și 2009, apoi Campionatul Mondial pentru juniori din 2011. A participat la Jocurile Olimpice de vară din 2012, unde a fost învinsă în tabloul de 32 de maghiara Aida Mohamed. La proba pe echipe, echipa americană a pierdut cu Coreea de Sud în sferturile de finală și s-a clasat pe locul 6 după meciurile de clasament.
În sezonul 2012-2013 a câștigat prima sa etapă de Cupa Mondială la Marseille. La Campionatul Mondial din 2015 de la Moscova a învins-o pe campioana mondială Elisa Di Francisca și a ajuns în semifinală, unde a pierdut cu rusoaica Aida Șanaeva, rămânând cu bronzul. Astfel a devenit prima scrimeră afro-americană care a cucerit o medalie individuală la un Campionat Mondial. La Jocurile Olimpice din 2016 a fost învinsă în optimile de finală de franțuzoaica Astrid Guyart.

## Palmares
| An  | 2007 | 2008 | 2009 | 2010 | 2011 | 2012 | 2013 | 2014 | 2015 | 2016 |
| --- | ---- | ---- | ---- | ---- | ---- | ---- | ---- | ---- | ---- | ---- |
| Loc | 124  | 75   | 20   | 49   | 15   | 21   | 8    | 10   | 9    | 18   |

## Legături externe
- Materiale media legate de Nzingha Prescod la Wikimedia Commons
- en  Prezentare Arhivat în 20 iulie 2015, la Wayback Machine. la Federația Americană de Scrimă
- en Nzingha Prescod la Olympedia.org